# 27947 Емільматьє
27947 Емільматьє (27947 Emilemathieu) — астероїд головного поясу, відкритий 9 липня 1997 року.
Тіссеранів параметр щодо Юпітера — 3,407.
Названий на честь французького математика Еміля Леонара Матьє.